# Dřínová (Drahanská vrchovina)
Dřínová, též Bukovinec, je vrchol o nadmořské výšce 524 metrů nacházející se v Drahanské vrchovině na východní části katastru Křtin v okrese Blansko. Je rozvodím tří potoků: Křtinský potok, Zemanův žleb a bezejmenného potoka s pramenem pod Březovou alejí.

## Přístup
K Dřínové přístup značený není. Nachází se asi 1200 metrů od centra městyse Křtiny.

## Blízké vrcholy
Kolem Dřínové se nachází několik různých vrcholů:
- Liščí leč (526 m n. m.)
- Proklest (574 m n. m.)
- Močová (515 m n. m.)
- Tipeček (543 m n. m.)
- Vysoká (493 m n. m.)

## Jméno
Dřínová není původní jméno vrcholu. Dříve se kopec nazýval Bukovinec nebo Bukovský kopec. Není jasné, podle čeho dostal své nové jméno, neboť žádné dříny zde nerostou. Vrchol se stejným názvem je navíc i u Adamova a je na něm zbudována Alexandrova rozhledna.